# Legacy Five
Legacy Five é um grupo vocal cristão norte-americano do gênero Southern Gospel. Foi formado em 1999 pelos ex-integrantes do Cathedral Quartet Scott Fowler e Roger Bennett. 

## História

### Início e Ascensão - 1999-2007
Com a morte de Glen Payne, 2º tenor do Cathedral Quartet e a frágil saúde de Younce e Bennett e as mortes da baterista e guitarrista, em 1999, o grupo findou suas atividades. Os membros remanescentes tomaram rumos diferentes. O baixo George Younce e o tenor Ernie Haase formaram o Old Friends Quartet juntamente com Jake Hess e Wesley Pritchard. Já o barítono Scott Fowler e o pianista Roger Bennett decidiram formar um novo grupo para continuar o legado do Cathedral Quartet.
Fowler passou a cantar como 2º tenor, e Bennett assumiu o piano, também cantando em algumas canções, sendo os demais componentes o jovem 1º tenor Joshua Cobb, o barítono Scott Howard e o baixo Glenn Dustin, que passou a se chamar Legacy Five. Naquele mesmo ano foi lançado o primeiro álbum do grupo, Strong In The Strength, alcançando sucesso imediato, visto à popularidade de Fowler e Bennett com o Cathedral Quartet. Destaque para as canções Freedom e I Stand Redeemed. Em 2000, foi lançado o segundo álbum do grupo, Songs We Used To Sing, com canções gravadas anteriormente pelo Cathedral Quartet. Naquele ano, ocorreu a primeira mudança na formação do grupo, com a saída de Joshua Cobb para a entrada de Tony Jarman. Ainda naquele ano, o grupo lançou o álbum Heritage Vol. 1, o primeiro de uma série de três álbuns com canções tradicionais.
Em 2001 foi lançado Heroes Of The Faith, cuja canção tema foi uma homenagem de Roger Bennett aos integrantes sênior do Cathedral Quartet, em especial Glen Payne, mentor de Bennett. Bennett foi o compositor e solista desta canção. Em 2002 veio o álbum Heritage Vol. 2, e no ano seguinte, o álbum London, com participação da Orquestra Sinfônica de Londres. Ainda em 2003, o grupo gravou um álbum ao vivo em Londres em parceria com o Greater Vision, intitulado Live At The Palace. 
Em 2004, o grupo lançou Heritage Vol. 3, pouco antes da saída do tenor Tony Jarman. Jarman foi substituído por Frank Seamans. O grupo então reeditou o álbum Heritage Vol. 3 com a voz de Seamans, e lançou Monuments naquele mesmo ano. Os álbuns seguintes foram: A Little Taste Of Heaven (2005); A Capella e Live In Music City (2006).
Em março de 2007, Roger Bennett faleceu aos 48 anos de idade devido a complicações derivadas de leucemia, doença contra a qual batalhava desde 1995. Deixando então Fowler como o líder do grupo até então,ele teve que carregar um peso nas costas,O último álbum gravado por Bennett foi 2006 Celebration: Friday Night Favorites!, no ano anterior, e o grupo estava no processo de gravação de Know So Salvation. Entretanto, Bennett não viveu para ver o álbum concluído. Seu substituto foi Tim Parton, ex-Gold City, que já havia substituído Bennett durante os tratamentos. Parton concluiu o trabalho com o grupo e foi creditado como pianista já em 2007. Naquele mesmo ano, já com Parton, foi lançado o álbum natalino A Little Christmas.

### A Era Pós-Bennett - 2007-2019
Em 2008, foi lançado um álbum em homenagem a Bennett, intitulado A Tribute To Roger Bennett, reunindo canções gravadas pelo grupo que ele solou e/ou escreveu. Ainda naquele ano, foi lançado God's Been Good, com uma música em homenagem a Bennett intitulada Hello After Goodbye.
O ano de 2009 foi um ano movimentado para o Legacy Five. O grupo comemorou 10 anos de atividade com o álbum Decade: A Celebration Of Our First Ten Years!. Também gravou o álbum Jubilee!, o primeiro da série, em parceria com Greater Vision e The Booth Brothers. Ainda participou da série organizada pelo Oak Tree Studios, lançando o álbum ao vivo Live At Oak Tree. O quarto álbum lançado naquele mesmo ano foi Just Stand, cuja música Statement Of Faith contou com a participação de Greater Vision, The Booth Brothers e The Hoppers. Ainda em 2009, Frank Seamans anunciou sua saída do grupo. Seu substituto foi Gus Gaches, que até então cantava com o LeFevre Quartet. Em 2010 o grupo reeditou o álbum Just Stand, com a voz de Gaches, e lançou o segundo álbum em homenagem ao Cathedral Quartet intitulado Give The World a Smile. Naquele mesmo ano, o grupo participou do segundo álbum da série Jubilee! com Greater Vision e The Booth Brothers, intitulado Jubilee 2. 
Em 2011, Tim Parton anunciou a saída do grupo, sendo substituído pelo jovem pianista Trey Ivey, na época com apenas 19 anos. O primeiro álbum com Ivey foi A Wonderful Life, naquele mesmo ano. No ano seguinte, veio o terceiro álbum da série Jubilee!, o último com Glenn Dustin, que renunciou do quarteto devido a separação da esposa em julho de 2012. Dustin foi substituído por Matt Fouch, até então baixo do Soul'd Out Quartet. Naquele mesmo ano, foi lançado Count Your Blessings, já com Fouch, e o quarto álbum da série Jubilee!, desta feita com temática natalina, intitulado Jubilee Christmas. 
O ano de 2013 trouxe dois álbuns ao vivo, On Tour, com canções gravadas em concertos em cinco cidades diferentes; e Louisville Live, com canções da performance do grupo na National Quartet Convention daquele ano, evento que, à época, era organizado em Louisville, Kentucky.  E também foi lançado o quinto álbum da série Jubilee!, agora com canções natalinas no estilo a cappella, intitulado Jubilee Christmas A Capella. Além disso, o grupo participou de um tributo ao Cathedral Quartet em parceria com Ernie Haase & Signature Sound, Greater Vision, Mark Trammell Quartet e Danny Funderburk.
No ano de 2014 foi lançado o álbum Great Day, e em 2015 foi anunciado o 33º álbum do grupo, Talkin' About Heaven, lançado ainda naquele ano. Em agosto de 2015 foi anunciado que o tenor Gus Gaches estaria deixando o grupo devido ao extremo estresse vocal. Seu substituto é Josh Feemster, ex-integrante do Mercy's Mark e N'Harmony. O grupo, então, regravou o álbum Talkin' About Heaven com Feemster na posição de 1º tenor.
Em julho de 2016, o grupo anunciou dois novos álbuns: Live at Daywind Studios e In The Hands of a Carpenter. O primeiro foi lançado em 21 de outubro, e o segundo, em 11 de novembro.
Em abril de 2017, Trey Ivey anunciou sua saída do grupo a fim de passar mais tempo com sua família. Seu substituto, Josh Townsend, do LeFevre Quartet, foi anunciado em junho.
Em outubro do mesmo ano, Josh Townsend teve um princípio de AVC e esteve ausente do quarteto por um mês.
Em janeiro de 2018 foi lançado mais um album, Faith & Freedom, com as regravações dos álbuns Freedom e Strike Up The Band.

### Pós-Scott Howard - 2019-Presente
Em 2019, Scott Howard, barítono e co-fundador do grupo, anunciou que estaria se aposentando, depois de 20 anos com o grupo. Ao mesmo tempo, o tenor Josh Feemster também anunciou sua saída do grupo. Em abril do mesmo ano, foram anunciados os seus substitutos. Para a posição de tenor, foi apresentado Lee Black, prolífico compositor no meio Southern Gospel, e que até então não havia perseguido carreira como cantor; e como barítono, foi anunciado Bryan Walker, que já havia cantado com The Perrys, Safe Harbor, e Dixie Melody Boys. Ainda naquele ano foi lançado o primeiro álbum com aquela formação, intitulado Pure Love. 
Em 2020, o grupo lançou um álbum com canções escritas por Black em parceria com outros compositores. Em 2021, o pianista Josh Townsend deixou o grupo, sendo substituído por Garrett Anderson.

## Integrantes e Formações
Ao todo, 11 cantores e 4 pianistas integraram o Legacy Five, divididos em 10 formações. Scott Fowler é o único integrante da formação original do grupo, que já dura mais de 20 anos. Além dele Scott Howard esteve com o grupo durante 20 anos (de 1999 a 2019). Já o membro que permaneceu por menos tempo foi Joshua Cobb, integrando o grupo por pouco menos de um ano, entre 1999 e 2000. A formações mais estável foi a 2ª que permaneceu por quatro anos inalterada, entre 2000 e 2004. Já a mais curta foi a primeira formação, com Cobb, Fowler, Howard, Dustin e Bennett, que durou pouco menos de um ano. Todas as formações gravaram no mínimo 2 álbuns.

### Integrantes Atuais
- Lee Black - 1º tenor (2019-presente)
- Scott Fowler - 2º tenor (1999-presente)
- Bryan Walker- Barítono (2019-presente)
- Matt Fouch - Baixo (2012-presente)
- Garrett Anderson - Pianista (2021-presente)

### Ex-Integrantes
1º Tenor
- Josh Cobb (1999-2000)
- Tony Jarman (2000-2004)
- Frank Seamans (2004-2009)
- Gus Gaches (2009-2015)
- Josh Feemster (2015-2019)

Barítono
- Scott Howard (1999-2019)

Baixo
- Glenn Dustin (1999-2012)

Pianista
- Roger Bennett (1999-2007)
- Tim Parton (2007-2011)
- Trey Ivey (2011-2017)
- Josh Townsend (2017-2021)

### Formações
1ª Formação - 1999-2000
- 1º tenor: Josh Cobb
- 2º tenor: Scott Fowler
- Barítono: Scott Howard
- Baixo: Glenn Dustin
- Pianista: Roger Bennett

2ª Formação - 2000-2004
- 1º tenor: Tony Jarman
- 2º tenor: Scott Fowler
- Barítono: Scott Howard
- Baixo: Glenn Dustin
- Pianista: Roger Bennett

3ª Formação - 2004-2007
- 1º tenor: Frank Seamans
- 2º tenor: Scott Fowler
- Barítono: Scott Howard
- Baixo: Glenn Dustin
- Pianista: Roger Bennett

4ª Formação - 2007-2009
- 1º tenor: Frank Seamans
- 2º tenor: Scott Fowler
- Barítono: Scott Howard
- Baixo: Glenn Dustin
- Pianista: Tim Parton

5ª Formação - 2009-2011
- 1º tenor: Gus Gaches
- 2º tenor: Scott Fowler
- Barítono: Scott Howard
- Baixo: Glenn Dustin
- Pianista: Tim Parton

6ª Formação - 2011-2012
- 1º tenor: Gus Gaches
- 2º tenor: Scott Fowler
- Barítono: Scott Howard
- Baixo: Glenn Dustin
- Pianista: Trey Ivey

7ª Formação - 2012-2015
- 1º tenor: Gus Gaches
- 2º tenor: Scott Fowler
- Barítono: Scott Howard
- Baixo: Matt Fouch
- Pianista: Trey Ivey

8ª Formação - 2015-2017
- 1º tenor: Josh Feemster
- 2º tenor: Scott Fowler
- Barítono: Scott Howard
- Baixo: Matt Fouch
- Pianista: Trey Ivey

9ª Formação - 2017-2019
- 1º tenor: Josh Feemster
- 2º tenor: Scott Fowler
- Barítono: Scott Howard
- Baixo: Matt Fouch
- Pianista: Josh Townsend

10ª Formação - 2019-2021
- 1º tenor: Lee Black
- 2º tenor: Scott Fowler
- Barítono: Bryan Walker
- Baixo: Matt Fouch
- Pianista: Josh Townsend

11ª Formação - 2019-2021
- 1º tenor: Lee Black
- 2º tenor: Scott Fowler
- Barítono: Bryan Walker
- Baixo: Matt Fouch
- Pianista: Garrett Aanderson

## Discografia[3]

### Álbuns de Estúdio
- Strong In The Strength (1999 - Homeland Records - Cobb/Fowler/Howard/Dustin/Bennett)
- Songs We Used To Sing (2000 - Homeland Records - Cobb/Fowler/Howard/Dustin/Bennett)
- Heritage Vol. 1 (2000 - Independente - Jarman/Fowler/Howard/Dustin/Bennett)
- Heroes Of The Faith (2001 - Cathedral Records - Jarman/Fowler/Howard/Dustin/Bennett)
- Heritage Vol. 2 (2002 - Independente - Jarman/Fowler/Howard/Dustin/Bennett)
- London (2003 - Daywind Records - Jarman/Fowler/Howard/Dustin/Bennett)
- Heritage Vol. 3 (2004 - Independente - Jarman/Fowler/Howard/Dustin/Bennett) - Relançado ainda em 2004 com a voz de Frank Seamans. A versão de Tony Jarman é raríssima.
- Monuments (2004 - Daywind Records - Seamans/Fowler/Howard/Dustin/Bennett)
- A Little Taste Of Heaven (2004 - Independente - Seamans/Fowler/Howard/Dustin/Bennett)
- A Cappella (2006 - Independente - Seamans/Fowler/Howard/Dustin/Bennett)
- Know So Salvation (2007 - Independente - Seamans/Fowler/Howard/Dustin/Parton)
- A Little Christmas (2007 - Daywind Records - Seamans/Fowler/Howard/Dustin/Parton)
- God's Been Good (2008 - Independente - Seamans/Fowler/Howard/Dustin/Parton)
- Jubilee! (2009 - Independente - Seamans/Fowler/Howard/Dustin/Parton) - Em parceria com Greater Vision e The Booth Brothers.
- Just Stand (2009 - Daywind Records - Seamans/Fowler/Howard/Dustin/Parton) - Relançado em 2010 com a voz de Gus Gaches.
- Jubilee 2 (2010 - Independente - Gaches/Fowler/Howard/Dustin/Parton) - Em parceria com Greater Vision e The Booth Brothers.
- Give The World a Smile (2010 - Independente - Gaches/Fowler/Howard/Dustin/Parton)
- A Wonderful Life (2011 - Daywind Records - Gaches/Fowler/Howard/Dustin/Ivey)
- Jubilee 3 (2012 - Independente - Gaches/Fowler/Howard/Dustin/Ivey) - Em parceria com Greater Vision e The Booth Brothers.
- Count Your Blessings (2012 - Independente - Gaches/Fowler/Howard/Fouch/Ivey)
- Jubilee Christmas (2012 - Independente - Gaches/Fowler/Howard/Fouch/Ivey)
- Cathedrals Family Reunion (2013 - Cathedral Records - Gaches/Fowler/Howard/Fouch/Ivey) - Uma reunião com os principais ex-componentes do The Cathedral Quartet, incluindo Ernie Haase & Signature Sound, Greater Vision, Mark Trammell Quartet e  Danny Funderburk.
- Jubilee Christmas A'Cappella (2013 - Independente - Gaches/Fowler/Howard/Fouch/Ivey) - Em parceria com Greater Vision e The Booth Brothers)
- Great Day (2014 - Daywind Records - Gaches/Fowler/Howard/Fouch/Ivey)
- Talkin' About Heaven (2015 - Independente - Feemster/Fowler/Howard/Fouch/Ivey)
- Jubilee Christmas Again (2015 - Independente - Feemster/Fowler/Howard/Fouch/Ivey) - Em parceria com Greater Vision e The Booth Brothers)
- In The Hands Of a Carpenter (2016 - Daywind Records - Feemster/Fowler/Howard/Fouch/Ivey)
- Messiah (2016 - Independente - Feemster/Fowler/Howard/Fouch/Ivey)
- Faith And Freedom (2017 - Independente - Feemster/Fowler/Howard/Fouch/Townsend)
- Pure Love (2019 - Daywind Records - Black/Fowler/Walker/Fouch/Townsend)
- Songs From The Pen Of Lee Black And Friends (2020 - Independente - Black/Fowler/Walker/Fouch/Townsend)
- Something New (2021 - StowTown Records - Black/Fowler/Walker/Anderson)

### Álbuns Ao Vivo
- Live At The Palace (2003 - Independente - Jarman/Fowler/Howard/Dustin/Bennett) - Em parceria com Greater Vision.
- Live In Music City (2006 - Daywind Records - Seamans/Fowler/Howard/Dustin/Bennett)
- Celebration 2006 (2007 - Independente - Seamans/Fowler/Howard/Dustin/Bennett)
- Live At Oak Tree (2009 - Daywind Records - Seamans/Fowler/Howard/Dustin/Parton)
- On Tour (2013 - Independente - Gaches/Fowler/Howard/Fouch/Ivey) - Gravado em cinco cidades diferentes.
- Louisville Live (2013 - Independente  - Gaches/Fowler/Howard/Fouch/Ivey) - Gravado durante a National Quartet Convention, sediada naquele ano em Louisville, KY.

### Compilações
- Five (2004 - Independente) - Lançado em comemoração ao 5º aniversário do grupo.
- A Tribute To Roger (2008 - Independente) - Coletânea em homenagem ao pianista Roger Bennett.
- Decade (2009 - Independente) - Lançado em comemoração ao 10º aniversário do grupo

## Prêmios

### Singing News Fan Award
O Singing News Fan Award é um prêmio concedido pela Singing News Magazine, revista especializada do gênero, aos artistas escolhidos pelo público. O prêmio é concedido desde 1970, e desde 2000 o Legacy Five já recebeu 3 prêmios coletivos, e seus integrantes receberam 16 prêmios individuais em suas passagens pelo grupo, distribuídos em diversas categorias:

#### Prêmios Coletivos
Grupo Revelação
- 2 vezes (2000 e 2001)

Quarteto Masculino Tradicional Favorito
- 2 vezes (2004 e 2008)

Álbum do Ano (2 vezes)
- Live In Music City (2007)
- Jubilee (2010) - Em parceria com Greater Vision e The Booth Brothers.

#### Prêmios Individuais
2º Tenor Favorito
- Scott Fowler (2007)

Barítono Favorito
- Scott Howard (2004)

Baixo Favorito
- Glenn Dustin (2004 e 2007)

Músico Favorito
- Roger Bennett (2007)
- Josh Townsend  (2018 e 2019)

Pianista Favorito
- Roger Bennett (2000, 2001, 2002, 2003, 2004, 2005 e 2006)
- Josh Townsend ( 2018 e 2019)

Artista Revelação Individual
- Joshua Cobb (2000)
- Frank Seamans (2005)
- Gus Gaches (2010)

NOTA: Esta seção menciona apenas os prêmios recebidos por integrantes do Legacy Five enquanto estavam com o grupo. Scott Fowler e Roger Bennett possuem outros prêmios devido a suas performances solo e com o The Cathedrals